# Santi Vitale e Compagni Martiri in Fovea
Santi Vitale e Compagni Martiri in Fovea är en församling i Roms stift. Den är uppkallad efter den helige Vitalis och hans följeslagare, vilka led martyrdöden.
Till församlingen Santi Vitale e Compagni Martiri in Fovea hör följande kyrkobyggnader:
- San Vitale
- San Lorenzo in Panisperna
- Sant'Andrea al Quirinale
- Santa Pudenziana al Viminale
- San Carlino alle Quattro Fontane